# Schuco
Schuco é uma fabricante de brinquedos alemã fundada em 1912 por Heinrich Müller e pelo empresário Heinrich Schreyer em Nuremberg, conhecida como a "capital dos brinquedos" da Alemanha.
Inicialmente, a especialidade da empresa era a produção de miniaturas de carros e caminhões feitos com lata, plástico e die-cast. A empresa faliu em 1976, mas foi reorganizada em 1993 e restabelecida em 1996 e adquirida pela Simba Dickie Group em 1999.
A Schuco é conhecida principalmente pelos colecionadores de miniaturas de veículos diecast como uma marca de entrada no segmento premium na escala 1:64.

## História
Fundada em 1912, por Heinrich Müller e Heinrich Schreyer em Nuremberg, Alemanha, com o nome de Spielzeugfirma Schreyer & Co. Em 1921, o nome da empresa foi alterado, visando um nome menor e mais fácil, sendo conhecida e nomeada como Schuco (junção de Schreyer und Company). Inicialmente, a empresa fazia brinquedos de lata de corda.
Na década de 1920, a Schuco fez o seu primeiro brinquedo de corda que obteve um grande sucesso, conhecido como pássaro "Pick-Pick", vendendo mais de 20 milhões de unidades até a década de 1960. Em 1935, a Schuco obteve as primeiras patentes de automóveis de corda de brinquedo.
Durante a Segunda Guerra Mundial, a produção dos brinquedos foi paralisada e restabelecida somente após o fim da guerra, fabricando modelos genéricos sem licença. Em 1951 a Schuco lançou a série “Varianto” de miniaturas de corda ou bateria que seguiam uma pista que poderia ser montada, emendando-se pedaços de pista plástica perfazendo vários traçados distintos.
Em 1958, foram produzidos os primeiros modelos de metal fundidos da marca, lançados na linha "Piccolo" na escala 1:90. A partir da década de 1960, foram produzidos os modelos de miniaturas na escala 1:43, além de trabalhar na fabricação de miniaturas nas escalas 1:32 e 1:18, com riqueza nos detalhes.
Entre os anos de 1971 e 1972, a Schuco iniciou a produção de modelos na escala 1:66, entre eles os modelos da série "Superschnell", que ao ser traduzido para o inglês era chamado exatamente como "Superfast", semelhantemente a série da marca concorrente, a Matchbox. Os modelos Superschnell abriam as portas e tinham pneus de borracha, além da grande quantidade de detalhes como a pintura de faróis e lanternas. Tempos depois, surgiram as miniaturas feitas na escala HO (1:87), com foco nos colecionadores e praticantes do ferromodelismo.
Em 1976, devido aos seus problemas econômicos, a Schuco decreta falência, tendo a maior parte da massa falida comprada pela empresa inglesa Dunbee-Combex-Marx (DCM) que também obteve falência em 1980. Após o debacle da DCM em 1980 a alemã Gama Toys, marca rival da Schuco, comprou os moldes Schuco, dispersando a marca e seus moldes e licenças para diversos lugares e países como Rússia, Bulgária e Brasil, onde a Brinquedos Rei tinha a licença e os moldes para a produção dos modelos que eram fabricados em Manaus.
Em 1993, a "Gama-Schuco" se combinou com duas outras empresas, a Trix, e uma subsidiária da Märklin (fabricante de trens elétricos) até 1996 quando a Schuco se tornou novamente uma empresa independente. Em 1999 o Simba Dickie Group comprou a Schuco formando a Dickie Schuco. Como o Grupo Simba Dickie já tinha previamente comprado a Smoby, que era dona naquele momento da Majorette, que tinha adquirido a Solido, o grupo Simba Dickie ficou com uma posição grande no mercado de miniaturas com todas essas marcas sob seu controle. Em 2009 o Grupo Simba Dickie vendeu a Majorette mas manteve a Schuco sob o seu controle.
Atualmente, a Schuco deixou de produzir miniaturas na escala 1:66, que foram adaptadas para a escala 1:64, tendo poucos modelos nessa nova escala, embora alguns modelos de sucesso da menor escala, a HO, foram “aumentados” para 1:64, como os antigos “fuscas” de serviço, com uma qualidade e detalhes impecáveis, consequentemente, essas miniaturas tem o valor mais caro do que as outras miniaturas da mesma escala no mercado, colocando a Schuco na parte superior do mercado com modelos na faixa de oito a nove Euros nas lojas.

## Galeria de Imagens

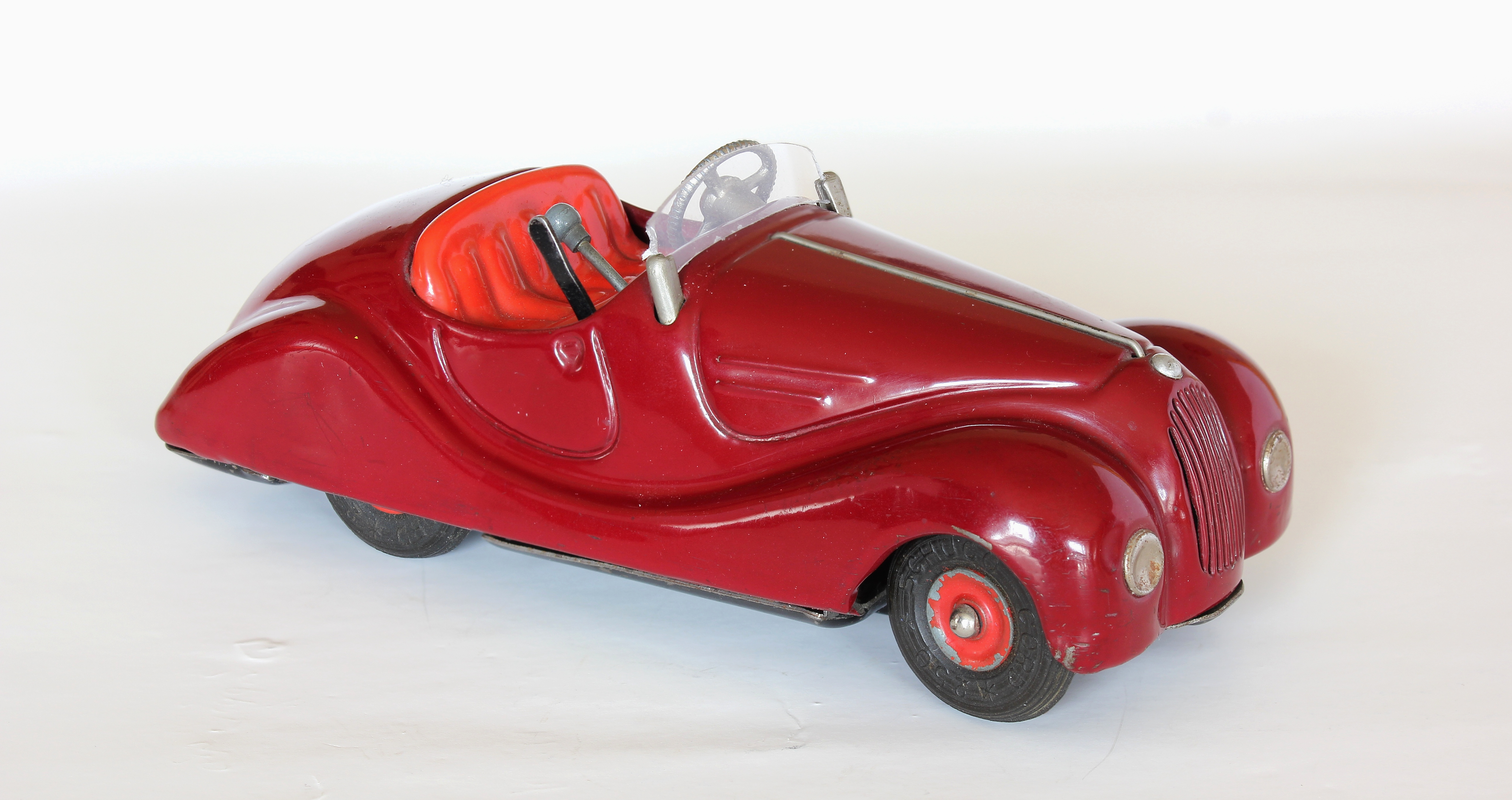
Schuco Examico 4001
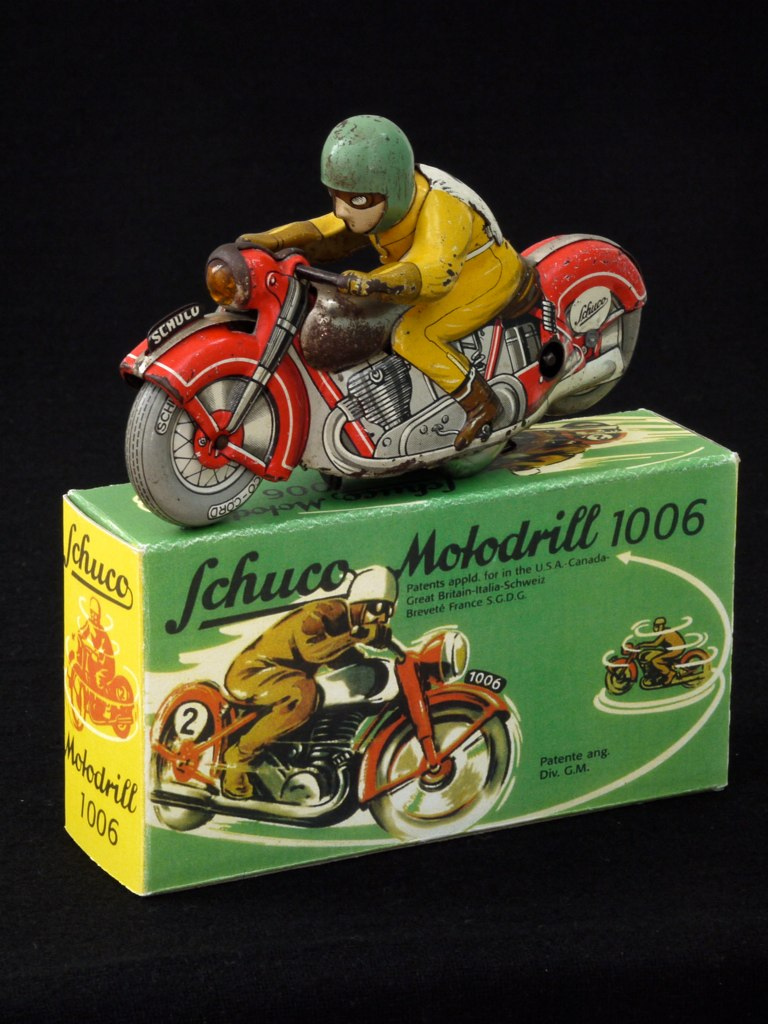
Motocicleta Schuco Motodrill produzida na zona de ocupação dos EUA na Alemanha Ocidental por volta de 1950.
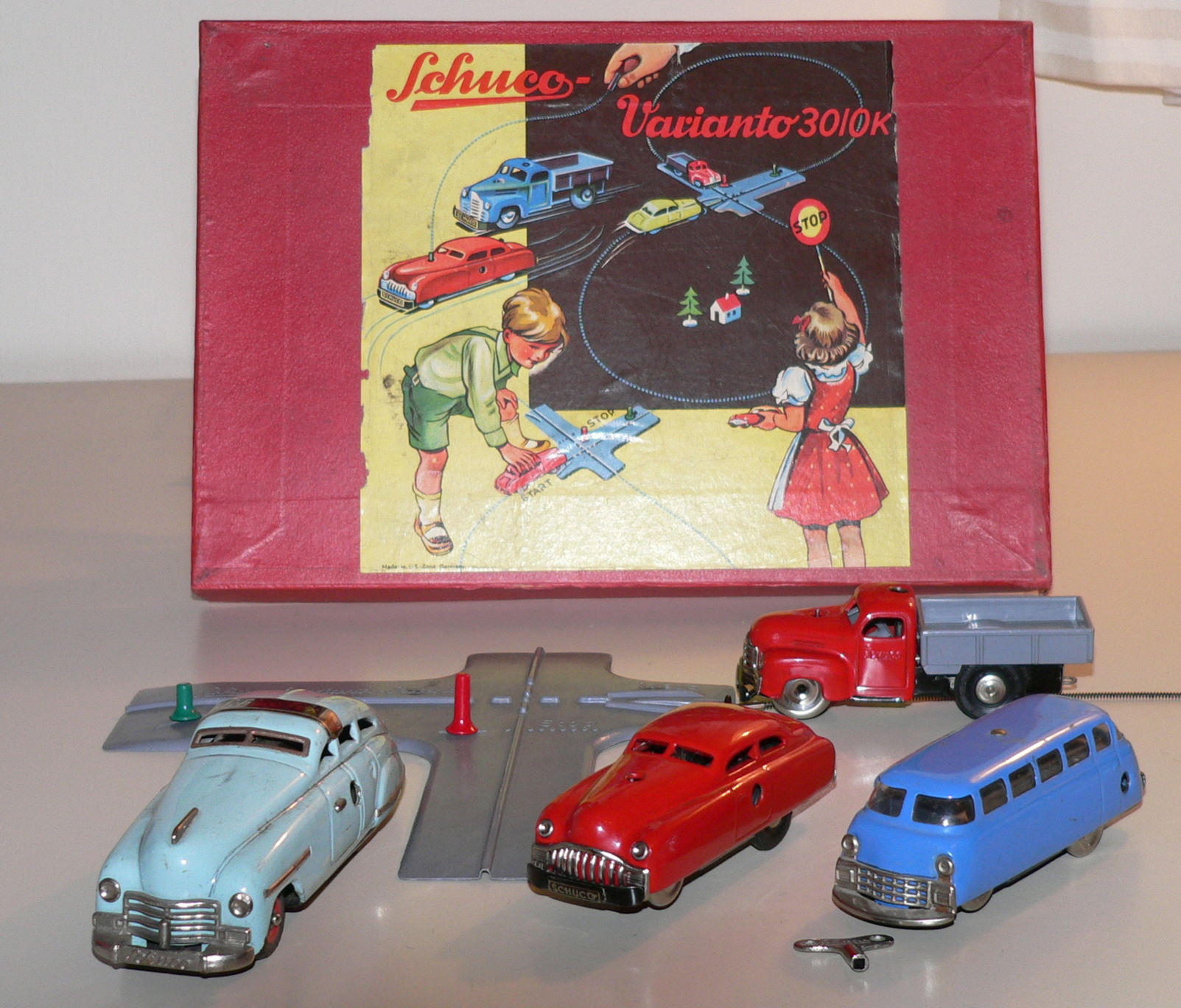
Miniaturas e conjuntos da série Varianto da Schuco
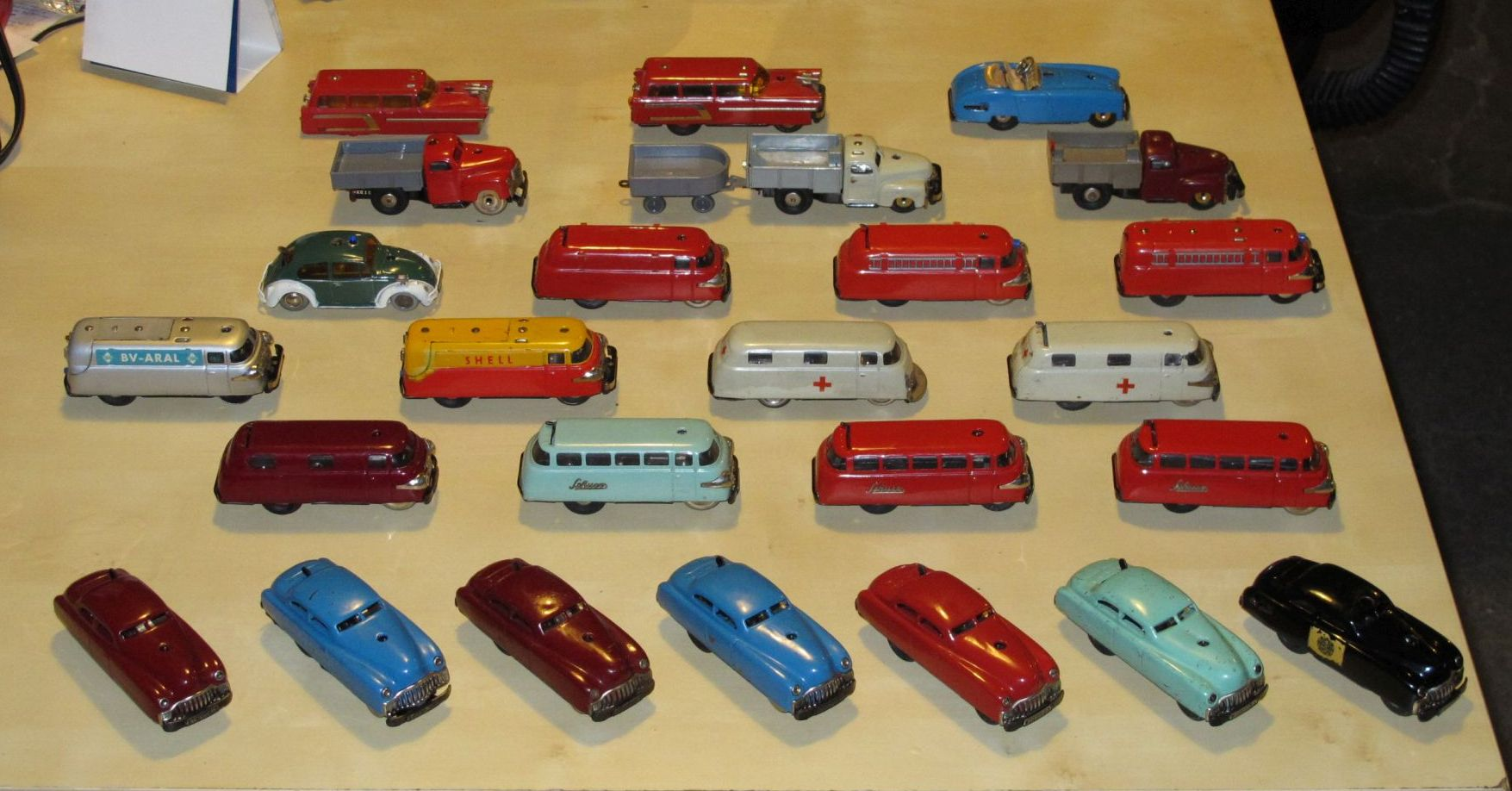
Miniaturas da série Varianto da Schuco
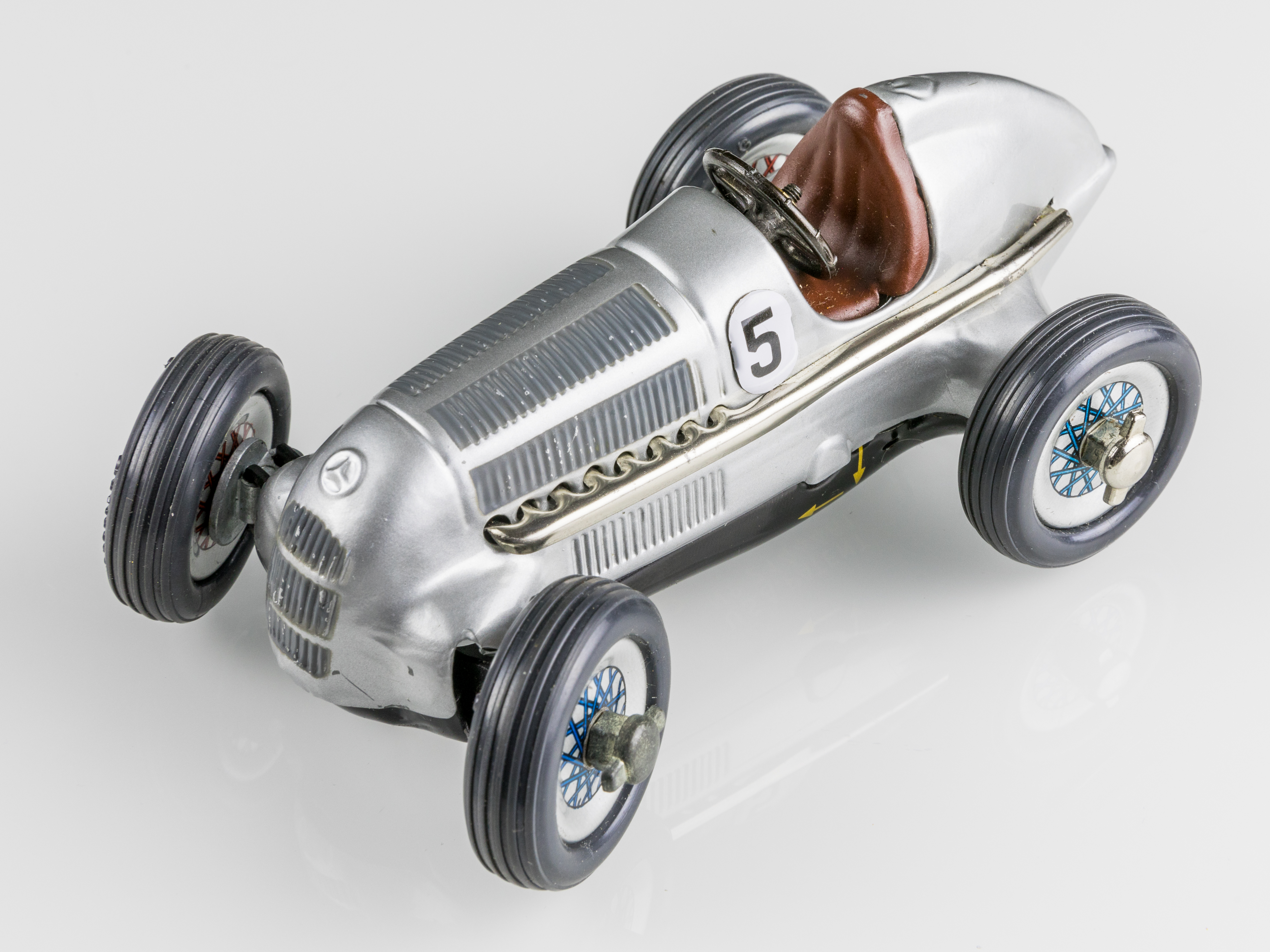
Schuco Studio 1050 Mercedes Grand Prix 1936
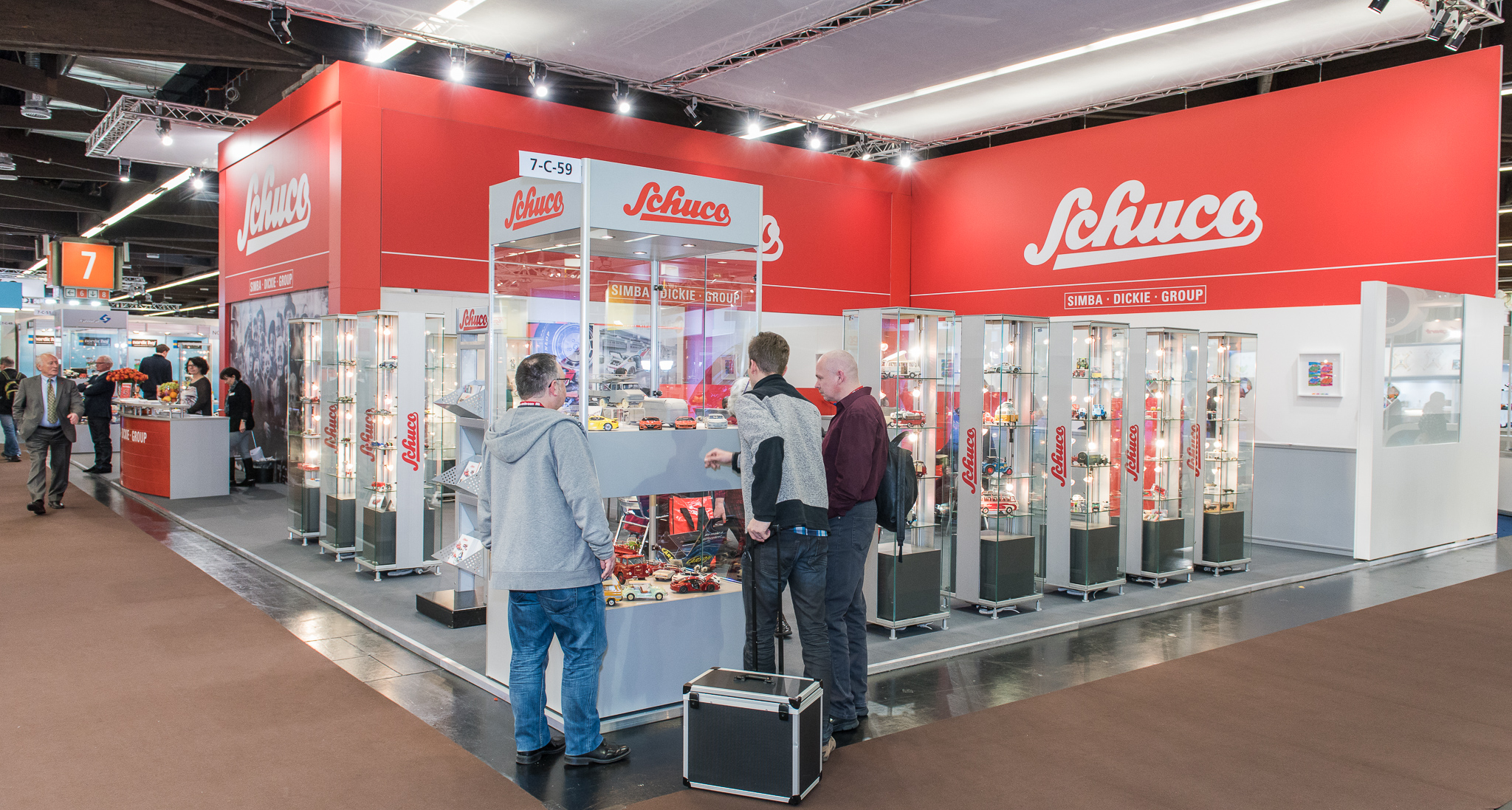
Estande da Schuco na Feira Internacional de Brinquedos em Nuremberg, em 2016.